# Crnojević
Die Crnojevići (montenegrinisch-kyrillisch Црнојевићи) waren eine bedeutende montenegrinische / serbische Adelsfamilie im Fürstentum Zeta. Sie herrschten dort über ein Gebiet im heutigen Montenegro und Albanien von 1426 bis 1516. 

## Abstammung und Aufstieg
Die Dynastie Crnojević stammt vom serbischen Adeligen Đuraš Ilijić ab. Dieser war ein enger Gefolgsmann des Zaren Stefan Dušan, den er 1331 bei seiner Machtübernahme in Serbien unterstützt hatte. Der Zar beauftragte Đuraš Ilijić 1355 mit einem Kriegszug ins südliche Dalmatien, das zu jener Zeit zwischen dem Serbischen Reich, der Republik Venedig und dem Königreich Ungarn umstritten war. Đuraš und zwei seiner Neffen stellten ein Heer auf und eroberten Ende 1355 die Hafenstadt Skradin. Inzwischen war Zar Stefan Dušan aber gestorben und sein Nachfolger Stefan Uroš V. befahl, Skradin den Venezianern zu übergeben. Đuraš Ilijić erhielt einige Besitzungen in der Zeta als Entschädigung. Auf diese Weise kam der Vorfahre der Crnojevići ins Gebiet des heutigen Montenegro.
In dieser Gegend suchten zur selben Zeit auch die Balšići (albanisch Balsha oder Balshaj;) ihren Vorteil aus dem Zerfall des Serbischen Reiches zu ziehen und sich ein eigenes Fürstentum aufzubauen. Dem standen die Ambitionen Đuraš' im Wege und er wurde deshalb 1362 von Balša I. getötet. Während der folgenden zwei Generationen war die Geschichte der Familie Ilijić (bzw. Crnojević) vom Kampf um die Selbstbehauptung an der montenegrinischen Küste geprägt, wobei die Gegnerschaft zu den mächtigen Balšići/Balsha das bestimmende Element war.
Die drei Brüder Rade, Stefan und Dobrivoje nannten sich als erste der Familie Crnojević. Sie konnten die Stadt Budva gewinnen und machten sie zum Zentrum ihres Herrschaftsbereichs. Rade unterhielt gute Beziehungen zur Republik Ragusa, die ihm die Ehrenbürgerschaft verlieh. Erfolglos blieben seine Versuche, Kotor zu erobern, währenddessen er aber die serbischen Stämme Grbalj und Paštrović im Hinterland von Zeta unter seine Herrschaft bringen konnte. 1396 fiel Rade im Kampf gegen die Truppen Stracimirs von Balšić.

## Die Crnojevići als Fürsten von Zeta
In der folgenden Generation konnten die Brüder Đurađ und Aleksa die Position der Crnojevići in der Zeta weiter festigen, während die Macht der Balšići im Niedergang begriffen war. Nach dem Tod Balšićs III. im Jahr 1421 und jahrelangen Machtkämpfen setzte sich schließlich Stefan Crnojević durch. Er war von 1426 bis 1465 als erster seiner Familie Fürst der Zeta. In seine Regierungszeit fällt die osmanische Eroberung des serbischen Staates von Đurađ Branković und ebenso die Eingliederung Bosniens in das Osmanische Reich. Gemeinsam mit den Balšići und albanischen Fürsten stand die Zeta nun an vorderster Front im Abwehrkampf gegen die osmanische Expansion.
Stefan heiratete Mara, die Tochter des Fürsten Gjon Kastrioti I. von Kruja, des Vaters des berühmten Gjergj Kastrioti, genannt Skanderbeg. 1444 trat er der von Skanderbeg gebildeten Liga von Lezha bei, in der sich die christlichen Fürsten der Region zum Kampf gegen die muslimischen Türken verbündet hatten. 1455 erkannte Stefan die nominelle Oberhoheit der Venezianer an, um sich auf diese Weise deren Hilfe gegen die Türken zu sichern. Als Stefan 1465 starb, hinterließ er seinem Sohn Ivan – gemessen an der schwierigen geopolitischen Lage – ein halbwegs gesichertes Fürstentum.

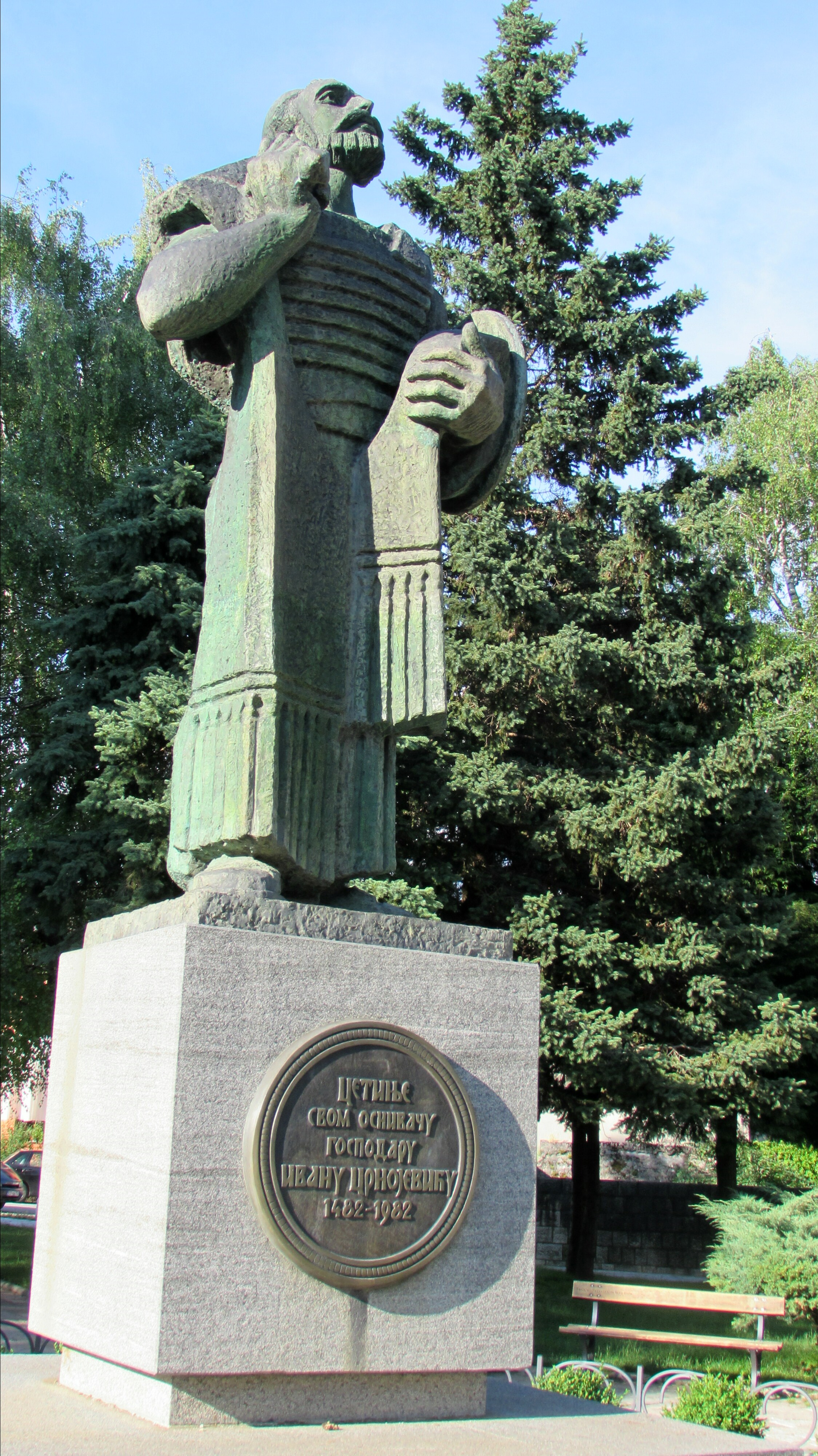
Denkmal in Cetinje

Im Gegensatz zu seinem Vater brach Ivan Crnojević (Regierungszeit: 1465–1490) das Bündnis mit der Serenissima und versuchte deren Besitzungen in der Bucht von Kotor zu erobern. Nachdem die Türken 1478 aber auf Shkodra zurückten und in der Zwischenzeit die Herzegowina erobert hatten, suchte er wieder das Bündnis mit den Venezianern. Er beteiligte sich 1478 an der Verteidigung Shkodras gegen die türkischen Belagerer. Als die Osmanen dieses wichtige Bollwerk 1479 aber doch eingenommen hatten, verlegte Ivan seinen Regierungssitz vom gefährdeten Žabljak am Skutarisee in die Berge östlich des Lovćen. Hier gründete er 1482 ein christlich-orthodoxes Kloster, das zur Keimzelle von Cetinje, der späteren Hauptstadt Montenegros wurde. Dieses Ereignis markiert in etwa den Übergang von der mittelalterlichen Zeta zum frühneuzeitlichen Montenegro.
Von 1490 bis 1496 regierte Đurađ Crnojević, Ivans ältester Sohn. Der gebildete Herrscher richtete 1493 eine Druckerei in Cetinje ein, in der bis 1496 religiöse Bücher in kirchenslawischer Sprache gedruckt wurden. Fünf Titel sind bis heute überliefert.
Es folgten bis 1516 noch drei weitere Fürsten aus der Familie Crnojević: Stefan II. (1496–1498), Ivan II. (1498–1515) und Đurađ (1515–1516). Letzterer resignierte angesichts der düsteren Aussichten, sein Fürstentum gegen die Osmanen auf Dauer zu behaupten. Mittlerweile hatten die Türken das Flachland nordwestlich des Skutarisees schon eingenommen und den freien Montenegrinern blieben nur die kargen Bergregionen im Dreieck zwischen den Gebirgen Lovćen, Orjen und Prokletije. Đurađ übergab die Macht an den Bischof von Cetinje und zog sich nach Venedig zurück.

## Weitere Familienmitglieder
- Skanderbeg Crnojević, letzte Nachfahre der Dynastie Crnojević